# Джуліус Бересфорд
Джуліус Бересфорд (англ. Julius Beresford, 29 червня 1868 — 29 вересня 1959) — британський академічний веслувальник.
Срібний призер Олімпійських Ігор 1912 року в складі розпашної четвірки зі стерновим.